# Giacomo Blason
Giacomo Blason (Fiumicello, 19 marzo 1914 – Monfalcone, 3 febbraio 1998) è stato un allenatore di calcio e calciatore italiano, di ruolo prima centrocampista e poi portiere.

## Carriera

### Giocatore
Inizialmente centromediano convertitosi in seguito come portiere, esordì in Serie A nel 1932 nelle file della Triestina, in occasione di una partita contro il Genoa e due mesi dopo (il 22 ottobre 1932) fu convocato nella Nazionale B per una partita contro la nazionale ungherese.

Blason (primo da sinistra) ai tempi della sua militanza nella Lazio

All'inizio della stagione 1934-35 fu acquistato dalla Lazio per 172.000 lire. L'acquisto non fu facile in quanto la Triestina aveva chiesto una cifra elevata e il presidente laziale Gualdi era riuscito solamente ad ottenere uno sconto. Blason giocò nella Lazio fino al 1940 totalizzando 162 presenze di cui 150 in campionato, 7 in Coppa Italia e 5 in Coppa Mitropa, mentre i risultati di rilievo che raggiunse in maglia biancoceleste furono un secondo posto in campionato e in Mitropa Cup, nel campionato 1936-1937. Nel 1940 si trasferì al Napoli giocandovi in due campionati di serie A e nel 1942 alla Roma, dove rimase come secondo portiere fino al 1944. Nel dopoguerra tornò in Friuli-Venezia Giulia militando prima nella Pro Gorizia e successivamente nel Suzzara, ricoprendo in entrambe le squadre anche il ruolo di giocatore-allenatore, ponendo fine alla sua carriera - nell'arco della quale fu costretto diverse volte a dare forfait in seguito a vari infortuni - nel 1948.

### Allenatore
Nel 1949 lo ritroviamo al San Donà in Serie C, dove assume il ruolo di giocatore-allenatore, disputando solo le prime gare per poi iniziare così la sua carriera di allenatore. Al San Donà rimase anche nella stagione 1950-51 per poi passare alla SPAL nel 1951-52. Da qui iniziò la sua carriera di allenatore che lo portò poi tra le altre squadre la Mestrina – con la quale nel 1963 raggiunse un insperato 4º posto in Serie C –, il Portogruaro (a partire da gennaio 1959), il Savoia, l'Adriese ma soprattutto la SPAL in Serie A nel campionato 1963-1964.